# Ars Vivendi
Ars Vivendi (auch: ArsVivendi, lateinisch ars vivendi‚ Lebenskunst) war ein von 1997 bis 2018 ausgestrahltes Gastronomiemagazin auf dem privaten Ballungsraumsender TV.Berlin. Moderator der dreiviertelstündigen Sendung war Manuel Werner. 

## Sendung
Werner besuchte im Rahmen des vierwöchentlichen Magazins jeweils ca. vier Restaurants oder Hotels in Berlin und Umgebung. Mit wechselnder weiblicher Begleitung bewertete er das Ambiente und die Küche. Da die vorgestellten Lokalitäten für einen Auftritt in der Sendung bezahlen, fiel das Urteil dabei stets wohlwollend aus. Strittig war, ob die Sendung daher als Dauerwerbesendung gekennzeichnet sein musste. Im November 2002 verneinte das Oberverwaltungsgericht Berlin eine solche Forderung.

## Produktion
Produktionsfirma des Magazins war die Feature Video GmbH, deren Geschäftsführer Manuel Werner war. Er war 1991 einer der Gründungsgesellschafter von Fernsehen aus Berlin (FAB), einem privaten Fernsehsender, der 2009 Insolvenz anmelden musste. Zu dieser Zeit war Werner bereits Moderator der Sendung. Nach der Insolvenz von FAB wurde das Magazin auf TV.Berlin ausgestrahlt. Laut Aussage des Geschäftsführers hatte die Sendung bis zu 400.000 Zuschauer, wenn man die einzelnen Sendetermine zusammenrechnet. Mit der Sendung war ein gleichnamiges Onlineportal verbunden, das entsprechend dem Themenkreis Firmen und deren Angebote präsentiert. Im Oktober 2018 gab Manuel Werner bei Facebook bekannt, dass Ars Vivendi nach über zwei Jahrzehnten eingestellt werde.